# Suchha Singh
Suchha Singh (Panjabi ਸੁੱਚਾ ਸਿੰਘ; * 21. Juli 1933) ist ein ehemaliger indischer Radrennfahrer.

## Sportliche Laufbahn
Suchha Singh war im Bahnradsport aktiv. Er war Teilnehmer der Olympischen Sommerspiele 1964 in Tokio. Singh startete im Sprint und unterlag im Vorlauf gegen Sergio Bianchetto. Über sein weiteres Leben und seine sportlichen Erfolge ist nichts bekannt.